# Patrick de Rousiers
Patrick de Rousiers, född den 11 maj 1955 i Dijon, Frankrike, är en fransk general som sedan mellan 2012 och 2015 var ordförande för Europeiska unionens militärkommitté.